# Пробудження смерті (фільм, 2001)
Пробудження смерті (англ. Dead Awake) — канадський трилер 2001 року.

## Сюжет
Працівник компанії Десмонд Кейн не спить вже 10 місяців і кожну ніч безцільно блукаючи по місту. Випадково опинившись під час чергової прогулянки свідком жорстокого вбивства, Десмонд стає основним підозрюваним у справі. Його провина не викликає у влади ніяких сумнівів, і тепер, не маючи алібі та надійного адвоката, він змушений сам вирушити на пошуки лиходія, щоб не стати його наступною жертвою.

## У ролях
- Стівен Болдвін — Десмонд Кейн
- Маша Грено — W.D.
- Майкл Айронсайд — Скай
- Едвард Янкі — детектив Гері Белладонна
- Джанет Кіддер — Кімберлі Бірмінгем
- Максім Рой — Чейні Стрітер
- Клаудіа Феррі — Лена Севадж
- Карен Елкін — Альма Бласквез
- Френк Скорпіон — Маккой Райт
- Конрад Пла — Вероніка
- Деніел Брошу — Власник Pit Bull
- Джилліан Феррабі — Глорія Меджік
- Лорн Брасс — Удо Меджік
- Мішель Ліппер — Вікі
- Донован Рейтер — Горацій Рамірес
- Рашель Лефевр — Ренді Баум